# Тауке (село)
Тауке (каз. Тәуке) — село в Тарбагатайском районе Восточно-Казахстанской области Казахстана. Входит в состав Кабанбайского сельского округа. Код КАТО — 635843300.

## Население
В 1999 году население села составляло 515 человек (260 мужчин и 255 женщин). По данным переписи 2009 года, в селе проживало 266 человек (140 мужчин и 126 женщин).